# Gisulf al II-lea de Salerno
Gisulf al II-lea a fost ultimul principe de Salerno de origine longobardă, domnind între 1052 și 1077.
Gisulf era fiul mai vârstnic și succesorul principelui Guaimar al IV-lea de Salerno cu Gemma, fiică a contelui Laidulf din Capua. El este descris de către cronicarul Amato de Montecassino, în a sa Ystoire de li Normant, ca fiind un tâlhar și un pirat.
El a devenit co-principe alături de tatăl său din 1042, pe când era încă foarte tânăr. Un deceniu mai târziu, tatăl său a fost asasinat în portul salernitan de către patru frați, fii ai lui Pandulf al V-lea de Capua și rude cu Guaimar, care fuseseră stimulați în acest sens de către partizanii bizantini din Amalfi. Tânărul Gisulf a fost luat atunci captiv de către asasini, însă în curând unchiul său, Guy de Sorrento, duce de Sorrento, strânsese o armată de mercenari normanzi și a trecut la asedierea Salerno. Guy i-a luat captivi pe membrii familiei asasinilor tatălui său și a negociat eliberarea lui Gisulf. În curând, orașul a capitulat, iar Guy și normanzii au prestat omagiu lui Gisulf, care le-a confirmat titlurile și posesiunile. Acest început al domniei sale i-a marcat caracterului său ulterior, Gisulf păstrând o mare ură la adresa amalfitanilor care inițiaseră omorârea tatălui său. Din motive necunoscute, el a ajuns să îi urască și pe normanzi, considerându-i barbari și întreaga sa domnie a fost un adversar al acestora.
Dușmănia sa față de normanzi avea să îl coste în curând. Robert Guiscard a părăsit castelul său din Calabria și a capturat orașul Cosenza (aflat în stăpânirea celor din Salerno) și împrejurimile acestuia. Imediat, Gisulf a stârnit mânia contelui Richard I de Aversa și doar ca urmare a unei alianțe cu disprețuiții amalfitani și-a putut păstra tronul. Acțiunile agresive ale lui Guillaume, unul dintre frații lui Guiscard, l-au silit pe Gisulf să își căsătorească propria sa soră, Sichelgaita cu Guiscard în schimbul protecției și apoi o altă soră, Gaitelgrima cu Iordan, fiul lui Richard de Aversa, devenit recent principe de Capua. În 1071, Gisulf și Richard de Capua au acordat sprijinul unei răscoale a lui Abelard și Herman, fiii lui Umfredo de Hauteville, frate al lui Robert Guiscard, și altor câtorva seniori minori împotriva autorității lui Guiscard în propriul ducat al acestuia de Apulia. Această inițiativă nu a avut niciun rezultat palpabil, ea reușind doar să conducă la sporirea adversității puternicului său cumnat.
În ultimii ani de domnie, flota lui Gisulf s-a îndeletnicit cu pirateria, în special împotriva Amalfi și chiar a Pisei. Negustorii pisani, solicitați să îl slujească pe Papa Grigore al VII-lea pentru cauza marchizei Matilda de Toscana, au manevrat astfel lucrurile încât Gisulf a fost chemat la Roma de către papă, iar armata - adunată pentru a acționa împotriva stăpânirilor lui Robert Guiscard - a fost dispersată. Gisulf a devenit mai izolat ca niciodată, iar în vara lui 1076, orașul său a fost ținta asediului conjugat al lui Richard de Capua și Robert Guiscard. Cu toate că a reușit să își organizeze propriii cetățeni pentru a rezista vreme de doi ani, el i-a sărăcit pe aceștia. La 13 decembrie, Salerno a capitulat, iar principele și susținătorii săi s-au retras în citadelă, care la rândul ei a căzut în luna mai a anului următor. Pământurile lui Gisulf au fost cucerite, iar el a plecat la Capua, unde a încercat să îl stimuleze pe Richard să pornească război împotriva lui Robert, însă fără succes. Ulterior, el a plecat la Roma pentru a-l înștiința pe papă în legatură cu soarta sa și a Salerno, însă acolo s-a retras treptat din centrul atenției.
Papa Grigore i-a acordat conducerea militară din Campania și l-a trimis în Franța, însă a fost rechemat după moartea suveranului pontif, în 1085. S-a aliat cu Iordan I de Capua în susținerea lui Desideriu de Benevento, care a fost ales ca papă sub numele de Victor al III-lea. El a fost ales pentru scurtă vreme duce de Amalfi (între martie 1088 și 20 aprilie 1089) de către cetățenii acelui oraș, pentru a-i sprijini în fața invaziilor lui Robert Guiscard, însă a încetat din viață înainte de 1090. Nu a avut niciun urmaș cu soția sa Gemma, pe care se pare că ar fi repudiat-o.